# Lac de l'Escourou
Le lac de l'Escourou, ou de l'Escourroux, ou de l'Escouroux, est un lac de barrage français, situé sur les départements de la Dordogne et de Lot-et-Garonne, en région Nouvelle-Aquitaine.

## Géographie

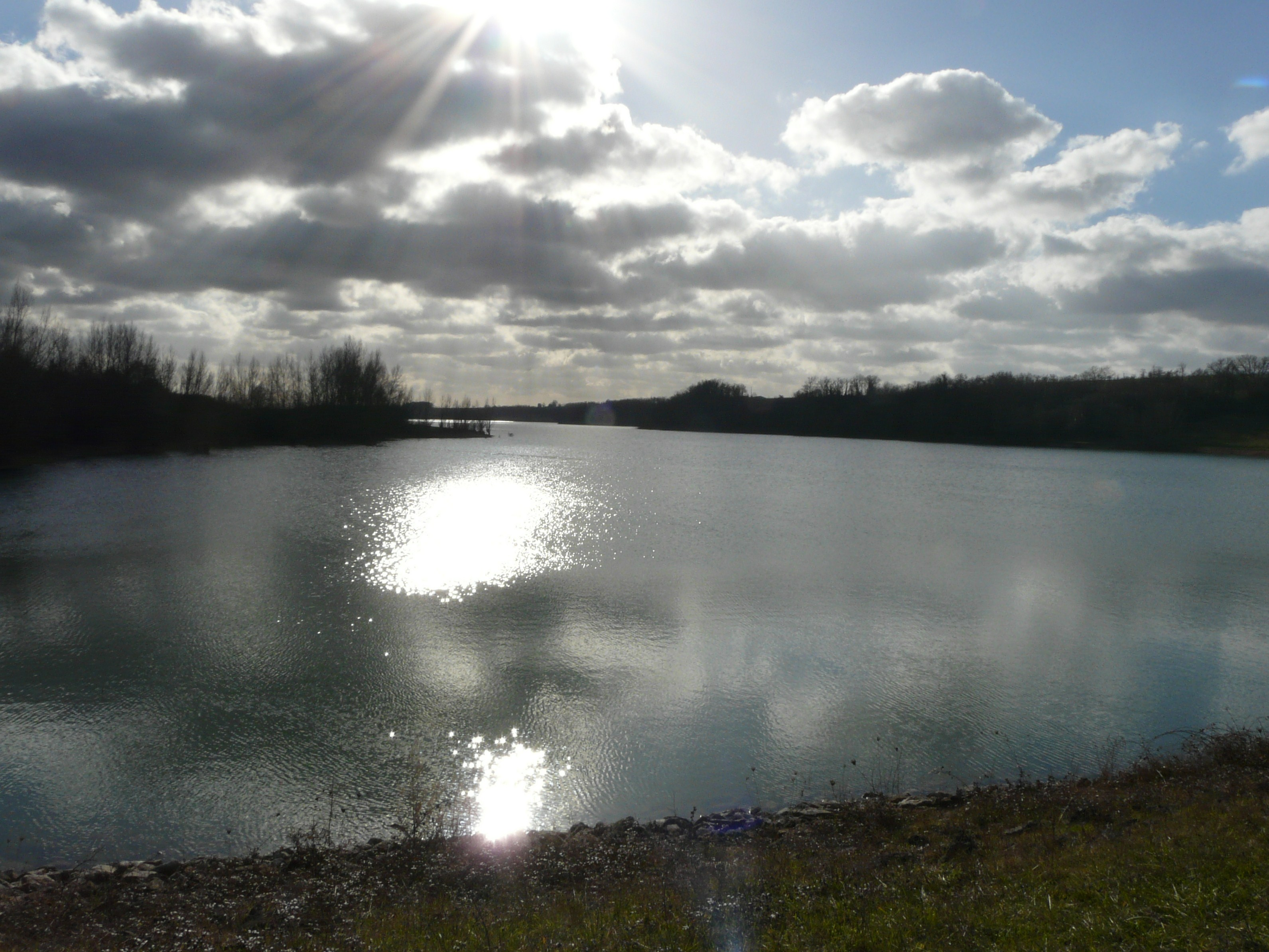
Le lac au sud des routes départementales 25E et 281.

Le lac de l'Escourou est un lac de barrage situé à la limite des départements de Lot-et-Garonne (rive droite) et de la Dordogne (rive gauche), établi sur l'Escourou, un affluent du Dropt. Il constitue la plus grande retenue d'eau d'Aquitaine avec 8,3 millions de m3 et s'étend sur environ 120 hectares,.
Il baigne les communes de Soumensac en Lot-et-Garonne, et d'Eymet (ancienne commune de Saint-Sulpice-d'Eymet), en Dordogne.

## Histoire
À la fin des années 1980, des élus souvent agriculteurs ont décidé de créer des lacs de rétention pour l'irrigation. À l’époque, l’été, il était possible de traverser le Dropt à pied. Cette rivière prend sa source à Capdrot. Décision a été prise d’aménager ce lac.
Il y avait deux ou trois fermes abandonnées sur la carte. Un barrage en amont, une digue et quatre ans de chantier. En 1992, il est mis en eau. Son remplissage a duré une année.
Près de trente plus tard, le site est classé dans le réseau Natura 2000 et des visites y ont lieu en mode découverte de la faune et de la flore. Il accueille des concours de pêche, des planches à voile parfois, et peut servir de base d’entraînement pour les Canadair au décollage de Bordeaux. L'établissement public de bassin, Épidropt, projette même d’y aménager une halte nautique. La baignade est la seule activité non autorisée. Dans le dernier quart de siècle, la faune et la flore ont trouvé le temps de s’y installer.

## Aménagements et loisirs
Un sentier de 7,9 km permet d'en faire le tour. La pêche y est autorisée.